# Jevgenij Bělošejkin
Jevgenij Vladimirovič Bělošejkin (rusky Евгений Владимирович Белошейкин, * 17. dubna 1966 na Sachalinu, SSSR – 18. listopadu 1999, Petrohrad, Rusko) byl ruský hokejový brankář.
V roce 1999 spáchal sebevraždu.

## Reprezentace

### Juniorské
Se sovětskou reprezentací do 18 let získal tituly mistrů Evropy na turnajích v letech 1983 a 1984. V roce 1984 byl nominován také do mužstva do 20 let na mistrovství světa, kde vychytal zlato a byl zařazen do All star týmu turnaje. Juniorského světového šampionátu se zúčastnil i v letech 1985 (bronz) a 1986 (zlato, nejlepší brankář, All star tým).
Statistika na MSJ
| Rok    | Tým     | Z  | Min. | IG | Pr.  | ČK |
| ------ | ------- | -- | ---- | -- | ---- | -- |
| 1984   | SSSR 20 | 7  | 394  | 16 | 2.44 | 0  |
| 1985   | SSSR 20 | 6  | 384  | 16 | 2.76 | 1  |
| 1986   | SSSR 20 | 5  | 300  | 8  | 1.60 | 1  |
| Celkem | Celkem  | 18 | 1042 | 40 | 2.30 | 2  |

### SSSR
Debutoval 19. prosince 1985 v Moskvě na turnaji Cena Izvestijí proti Švédsku. Trenér Viktor Tichonov jej postavil do branky reprezentace na domácím mistrovství světa 1986, kde Sověti vybojovali zlaté medaile. V následující sezoně hájil Bělošejkin sovětskou branku při dvojzápase proti výběru NHL (Rendez-vous '87) i při mistrovství světa v Rakousku (stříbro). Účastnil se Kanadského poháru 1987 (porážka ve finále). Na olympijských hrách v Calgary 1988 získal zlatou medaili, na turnaji se ovšem do branky nedostal. Celkem si připsal 45 reprezentačních startů.
Statistika na velkých mezinárodních turnajích
| Rok  | Tým  | Událost | Z  | Min. | IG | Pr.  | %    | ČK |
| ---- | ---- | ------- | -- | ---- | -- | ---- | ---- | -- |
| 1986 | SSSR | MS      | 7  | 420  | 11 | 1.57 | 91.5 | 2  |
| 1987 | SSSR | MS      | 10 | 600  | 15 | 1.50 | 92.3 | 3  |
| 1987 | SSSR | KP      | 3  | 210  | 14 | 4.00 | 88.0 | 0  |
| 1988 | SSSR | OH      | 0  | 0    | 0  | 0.00 | 0    | 0  |

## Klubová kariéra
Odchovanec SKA Petrohrad (do roku 1991 nazvaného SKA Leningrad) si sovětskou nejvyšší soutěž zachytal za svůj mateřský klub poprvé v sezoně 1983/84. Již od následujícího ročníku hájil barvy HC CSKA Moskva, s kterým vybojoval pět mistrovských titulů. CSKA však kvůli špatné životosprávě opustil na podzim 1989 (viz níže). V ročníku 1989/90 nikde nechytal na vrcholové úrovni. V sezoně 1990/91 se objevil třikrát v brance Petrohradu, spíše však nastupoval za třetiligový petrohradský klub Ižorec.
V roce 1991 dostal příležitost od klubu NHL Edmonton Oilers, ti brankáře nejprve draftovali a pak si jej i pozvali do přípravného kempu. Bělošejkin však odchytal pouze tři utkání za Cape Breton Oilers, farmu Edmontonu v AHL. V letech 1992–1997 chytal za zmíněný Ižorec, kterému v roce 1995 pomohl k postupu do druhé ligy. Ve věku 31 let ukončil kariéru.

## Osobní problémy a smrt
Otec Vladimir (bývalý fotbalista klubu Zenit Petrohrad) byl zavražděn během Jevgenijova mládí a vztahy s matkou také nebyly dobré. Hráč měl během působení v CSKA problémy s alkoholem a i vyhrocený vztah s trenérem Tichonovem, který vedl reprezentaci i CSKA. Jedním z výstřelků bylo například to, že se spoluhráčem Alexejem Gusarovem z baru přivedli do Gusarovova bytu dvě ženy a následující den se oba probrali z bezvědomí ve vykradeném bytě. Dvakrát byl ženatý a v obou případech skončilo manželství rozvodem. Za disciplinární prohřešky byl vyhozen z CSKA. Později se přidaly u Bělošejkina i problémy s drogami a ve věku 33 let spáchal sebevraždu oběšením.

## Ztracené medaile a ocenění
Po smrti Bělošejkinovo medaile a ocenění svěřila jeho matka do rukou úředníka Leningradského sportovního výboru. Ten se odstěhoval do Německa a později zemřel on i Bělošejkinova matka. Panovalo domnění, že trofeje Bělošejkin prodal kvůli drogám a alkoholu. Syn zesnulého úředníka ale na podzim 2019 dal objevené medaile na internetový portál EBay, kde je koupil Bělošejkinův synovec.